# La nave de los monstruos
La nave de los monstruos es una película de comedia, terror y ciencia ficción mexicana de 1960, escrita por José María Fernández Unsáin, dirigida por Rogelio A. González y protagonizada por Eulalio González «El Piporro», Ana Bertha Lepe, Lorena Velázquez y Consuelo Frank. El argumento y la secuencia de esta película son similares y/o diferentes a los de las tres películas, Los platillos voladores (1956), de Adalberto Martínez «Resortes», El conquistador de la Luna (1960), de Antonio Espino «Clavillazo» y Los astronautas (1964), de Viruta y Capulina.
Ésta es la única película en la que Ana Bertha y Lorena actúan juntas, a pesar de que su hermana Teresa Velázquez había aparecido por primera vez junto a Lepe en la película La sombra del otro (1957) con Viruta y Capulina.

## Argumento
Luego de que el último hombre de Venus ha muerto, dos venusianas Gamma (Ana Bertha Lepe) y Beta (Lorena Velázquez) son enviadas por su reina (Consuelo Frank) en una misión espacial a encontrar a los seres masculinos más perfectos de la galaxia para llevarlos a su planeta y utilizarlos para procrear y evitar la extinción de su especie.
La misión es completada luego de haber capturado varios monstruosos varones de distintos planetas y se disponen a volver a casa, pero su nave sufre una avería y debe aterrizar de emergencia en la Tierra, donde conocen a Laureano (Eulalio González «Piporro»), un mitómano pero simpático ranchero quien, al tener su misma fisonomía, resulta ser el candidato terrestre perfecto para ser capturado.

## Reparto
- Eulalio González «El Piporro» como Laureano Treviño Gómez.
- Ana Bertha Lepe como Gamma.
- Lorena Velázquez como Beta.
- Consuelo Frank como líder femenina de Venus.
- Manuel Alvarado como Ruperto.
- Heberto Dávila Jr. como Chuy Treviño Gómez.
- Mario García «Harapos» como borracho.
- José Pardavé como Atenógenes
- Jesús Rodríguez Cárdenas